# Kanton Rochefort-Montagne
Rochefort-Montagne is een voormalig kanton van het Franse departement Puy-de-Dôme. Het kanton maakte deel uit van het arrondissement Clermont-Ferrand. Het werd opgeheven bij decreet van 21 februari 2014, met uitwerking op 22 maart 2015.

## Gemeenten
Het kanton Rochefort-Montagne omvatte de volgende gemeenten:
- Aurières
- La Bourboule
- Ceyssat
- Gelles
- Heume-l'Église
- Laqueuille
- Mazaye
- Mont-Dore
- Murat-le-Quaire
- Nébouzat
- Olby
- Orcival
- Perpezat
- Rochefort-Montagne (hoofdplaats)
- Saint-Bonnet-près-Orcival
- Saint-Pierre-Roche
- Vernines